# شاش سلكي
الشاش السلكي أو الشبكة السلكية عبارة عن شاش منسوج من سلك معدني، أو شبكة سلكية رفيعة جدًا تشبه الشاش، يوضع على حلقة الدعم المتصلة بحامل المعوجة [الإنجليزية] بين الموقد والأواني الزجاجية، أو يوضع على حامل ثلاثي القوائم لدعم الأكواب أو القوارير أو الأواني الزجاجية الأخرى لحمايتها أثناء التسخين. ولا ينبغي تسخين الأواني الزجاجية مباشرة بواسطة لهب بنزن أو فرن غاز آخر؛ لان الشاش السلكي يعمل على نشر وتوزيع الحرارة ويحمي الأواني الزجاجية من التلف أو التكسر، ويجب أن تكون الأواني الزجاجية مسطحة القاع إذا استقرت على شاش السلكي.